# Beethoven và Mozart
Wolfgang Amadeus Mozart (1756–1791) đã có ảnh hưởng lớn tới các tác phẩm của Ludwig van Beethoven (1770–1827). Beethoven rất kính trọng Mozart; một số tác phẩm của ông gợi nhớ đến phong cách âm nhạc của Mozart; ông đã viết nhiều biến tấu dựa trên các chủ đề của Mozart và ông xây dựng các tác phẩm của mình từ các tác phẩm của Mozart. Việc hai người có thực sự từng gặp nhau hay không vẫn còn là đề tài được tranh luận trong giới học giả. 

## Những năm ở Bonn của Beethoven

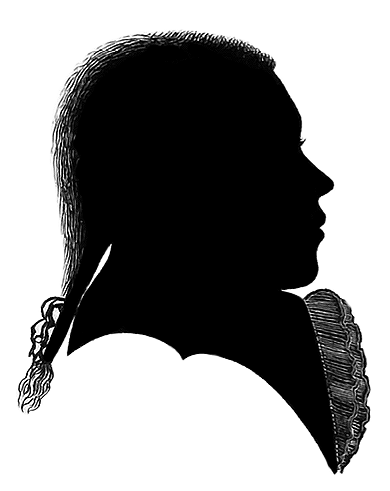
Hình bóng của Beethoven năm ông 16 tuổi. Đồng phục và tóc giả tượng trưng nhạc công triều đình ở Bonn.

Beethoven sinh ra tại thành phố Bonn vào năm 1770, 14 năm sau khi Mozart ra đời. (sinh tại Salzburg, 1756). Vào năm 1781, khi Beethoven còn nhỏ, Mozart đã chuyển đến thủ đô của Áo là Viên từ Salzburg để theo đuổi sự nghiệp của mình. Mặc dù Bonn có mối quan hệ văn hóa và chính trị gần gũi với Viên, thành phố này cách Viên xa hơn Salzburg, cách khoảng 900 km.

Trong thời niên thiếu và quá trình đào tạo âm nhạc tại Bonn, Beethoven đã có sự tiếp xúc sâu rộng và gần gũi với âm nhạc của Mozart. Ông đã chơi các bản concerto cho dương cầm của Mozart với dàn nhạc triều đình Bonn và biểu diễn viola trong các vở opera của Mozart. Lewis Lockwood viết rằng, "Như chính Mozart từng nói với cha rằng ông "đang đắm chìm trong âm nhạc", Beethoven cũng đang đắm chìm trong Mozart". Trong quá trình sáng tác thời kỳ đầu, Beethoven đã chịu ảnh hưởng mạnh mẽ từ Mozart đến nỗi có lần ông lo lắng rằng mình đã vô tình đạo nhạc của Mozart. Lockwood viết rằng:
Trên một tờ phác thảo từ khoảng tháng 10 năm 1790, Beethoven đã viết ra một đoạn nhạc ngắn giọng Đô thứ nhịp 6
8, trên tổng phổ piano hai khuông nhạc và rồi viết ra giữa các khuông nhạc những lời này về đoạn nhạc nhỏ đó: “Toàn bộ đoạn này đã được đánh cắp từ Giao hưởng giọng Đô trưởng của Mozart, chỗ chương Andante nhịp 6
8 từ..." (dừng đột ngột tại đây). Rồi Beethoven viết lại đoạn nhạc ở ngay bên dưới với một chút khác biệt, trên cùng một trang phác thảo và ký tên “Đích thân Beethoven". Đoạn nhạc mà Beethoven nghĩ mình đang trích dẫn không thể được tìm thấy trong bất kỳ bản giao hưởng nào của Mozart mà chúng ta biết.

## Chuyến thăm Viên của Beethoven

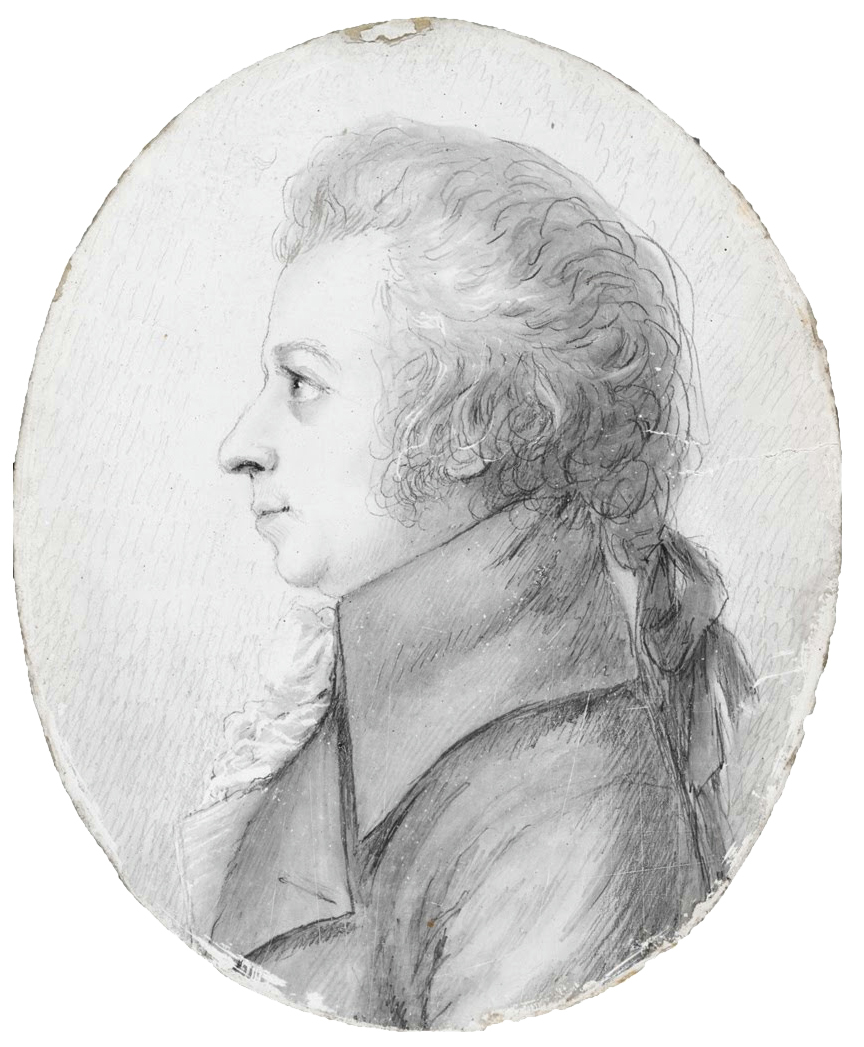
Drawing of Mozart in silverpoint, made by Doris Stock in April 1789

Bằng chứng về ngày tháng đi lại của Beethoven từ lâu đã không rõ ràng, nhưng bằng chứng từ ấn phẩm Regensburgische Diarium (ghi lại thời điểm từng người đến Regensburg) hiện được coi là cho thấy Beethoven đã đến Vienna vào tháng 1 năm 1787 và khởi hành vào tháng 3 hoặc tháng 4, ở lại thành phố khoảng 10 tuần rưỡi. Việc Beethoven trở về Bonn một phần là do tình trạng sức khỏe của mẹ ông (bà mất vì bệnh lao vào tháng 7 năm đó). Cha của Beethoven gần như mất khả năng lao động vì chứng nghiện rượu, và nhà Beethoven có hai em trai, vì vậy mà người ta tin rằng nhà soạn nhạc có thể cần trở về để hỗ trợ gia đình.
Không có nhiều tài liệu ghi chép về chuyến thăm Viên lần đầu của Beethoven, khoảng thời gian mà hai nhà soạn nhạc có thể đã gặp nhau. Niên đại của Haberl cho thấy cuộc gặp gỡ này có thể diễn ra trong khoảng sáu tuần (Mozart đã ở Prague một phần đầu năm 1787).

Người viết tiểu sử Otto Jahn vào thế kỷ 19 đã kể một giai thoại rằng Beethoven đã ứng tác trước Mozart và làm Mozart ấn tượng. Jahn không đưa ra bằng chứng cho sự kiện này, chỉ nói rằng "nó được truyền đạt cho tôi ở Viên từ một nguồn đáng tin cậy". Một người cùng thời với Beethoven, Ignaz von Seyfried, mô tả cuộc gặp gỡ của ông với Mozart như sau (mặc dù Seyfried ghi lại chuyến thăm vào năm 1790):
Beethoven đã có một kỳ nghỉ ngắn tại Vienna vào năm 1790, nơi ông đến để nghe Mozart biểu diễn, người mà ông đã nhận được thư giới thiệu. Beethoven đã ứng tác trước mặt Mozart, và Mozart lắng nghe với vẻ thờ ơ, tin rằng đó là một bản nhạc đã học thuộc lòng trước đó. Beethoven sau đó yêu cầu, với tham vọng đặc trưng của mình, một chủ đề để thực hiện; Mozart, với một nụ cười hoài nghi, ngay lập tức đưa cho ông một mô típ cho một fugue, trong đó, al rovescio, chủ đề đối lập cho một fugue kép được che giấu. Beethoven không hề nao núng và đã mở rộng chủ đề, mà ông đã nhận ra ngay ý định bí mật của nó, một cách rất dài dòng và với sự độc đáo và sức mạnh đáng kinh ngạc đến nỗi sự chú ý của Mozart bị thu hút, và sự ngạc nhiên của ông được kích thích đến mức ông nhẹ nhàng bước vào căn phòng bên cạnh, nơi một số người bạn đang tụ tập, và thì thầm với họ bằng đôi mắt lấp lánh: "Đừng rời mắt khỏi chàng trai trẻ này, một ngày nào đó anh ta sẽ nói với bạn những điều khiến bạn ngạc nhiên!
Tuy nhiên, các học giả đương đại có phần hoài nghi về câu chuyện này. Từ điển âm nhạc và nhạc sĩ New Grove không đề cập đến việc này; lời tường thuật về chuyến thăm như sau:
Beethoven đến thăm Viên vào mùa xuân năm 1787. Do thiếu tài liệu nên vẫn còn nhiều điều chưa chắc chắn về mục đích chính xác của chuyến đi và khả năng thực thi các mục tiêu này; nhưng có vẻ như không có nhiều nghi ngờ rằng ông đã gặp Mozart và có lẽ đã học được một vài bài học từ ông.
Một số sử gia thì tỏ ra nghi ngờ về việc Mozart và Beethoven có thực sự gặp nhau hay không.
Maynard Solomon, người đã viết tiểu sử cho cả Mozart và Beethoven, không đề cập đến câu chuyện của Jahn, và ông còn đề xuất khả năng rằng Mozart đã cho đã cho Beethoven thử giọng nhưng sau đó lại từ chối ông
Khi ở Bonn, Beethoven đã được chuẩn bị để trở thành người kế vị Mozart bởi [một nhóm những nhà quý tộc có ảnh hưởng], người đã gửi Beethoven đến Vienna vào tháng 4 năm 1787 để thúc đẩy mục đích đó. Tuy nhiên, Beethoven 16 tuổi vẫn chưa sẵn sàng để tự lập. Trước sự thúc giục của cha mình, nghệ sĩ kỳ tài trẻ tuổi đã rời Vienna chỉ sau hai tuần và trờ về nhà trong tâm trạng tuyệt vọng vì tình trạng tiều tụy của mẹ mình – và có lẽ là do sự từ chối từ Mozart, người đang bận tâm với những công việc riêng, bao gồm cả điều kiện tài chính đáng lo ngại và có thể đã không thể nghiêm túc xem xét việc nhận một học sinh khác, kể cả đó là một tài năng lớn và được hậu thuẫn bởi các nhà bảo trợ quen thuộc.
Mặc dù không thể xác định liệu Beethoven có gặp Mozart hay không, nhưng nhiều khả năng là ông đã lắng nghe Mozart biểu diễn. Học trò của Beethoven Carl Czerny bảo Otto Jahn rằng Beethoven đã bảo ông là cách chơi của Mozart "tốt nhưng bấp bênh, không [có] legato".
Bất kể Beethoven có gặp Mozart ở Vienna hay không, chuyến thăm năm 1787 của ông ở đó dường như là khởi đầu cho một khoảng thời gian bất hạnh đối với ông. Từ điển Grove ghi nhận rằng "lá thư đầu tiên còn sót lại của ông, được gửi cho một thành viên trong một gia đình ở Augsburg mà ông đã kết bạntrên đường [đến Viên], mô tả những sự kiện u sầu của mùa hè năm đó và ám chỉ tình trạng sức khỏe kém, trầm cảm và khó khăn tài chính của mình.

## Ảnh hưởng của Mozart lên Beethoven
Kể cả sau khi qua đời, ảnh hưởng của Mozart vẫn có thể thấy trong các tác phẩm của Beethoven. Ví dụ, Beethoven đã sao chép một đoạn trong Bản giao hưởng số 40 của Mozart vào sổ phác thảo mà ông sử dụng khi sáng tác Bản giao hưởng số 5, chương thứ ba của bản giao hưởng mở đầu bằng một chủ đề tương tự như của Mozart. Charles Rosen thấy rằng Concerto cho dương cầm cung Đô Thứ, K. 491, của Mozart có thể là hình mẫu cho bản Concerto cho dương cầm số 3 của Beethoven cung Đô thứ. Một số tác phẩm khác của Mozart mà trở thành hình mẫu cho tác phẩm của Beethoven bao gồm bản Ngũ tấu cho dương cầm và kèn, K. 452, so với bản ngũ tấu cho cùng một nhạc cụ của Beethoven, Op. 16, và bản Tứ tấu đàn dây cung La trưởng, K. 464, so vớiBản tứ tấu đàn dây cung La trưởng Op. 18 số 5 của Beethoven. Robert Marshall thấy rằng bản Sonata cho dương cầm số 14 cung Đô thứ của Mozart, K. 457, là bản mẫu cho bản sonata "Bi tráng" cung Đô thứ, Op. 13, của Beethoven.
Beethoven viết cadenza (WoO 58) cho chương thứ nhất và thứ ba của bản Concerto cho dương cầm cung Rê thứ, K. 466, và bốn bản biến tấu dựa trên chủ đề của Mozart:
- trên "Se vuol ballare" từ The Marriage of Figaro, cho dương cầm và vĩ cầm, WoO 40 (1792–93);
- trên "Là ci darem la mano" từ Don Giovanni, cho hai kèn ô-boa và kèn ô-boa ăn-tô, WoO 28 (?1795);
- trên "Ein Mädchen oder Weibchen" từ The Magic Flute, cho dương cầm và cello, Op. 66 (?1795);
- trên "Bei Männern welche Liebe fühlen" từ cùng vởi opera, cho dương cầm và cello, WoO 46 (1801).[18]

Vào giai đoạn cuối sự nghiệp, Beethoven đã tỏ lòng tôn kính Mozart bằng cách trích dẫn một đoạn trong Don Giovanni (những nốt nhạc mở đầu của aria Leporello 'Notte e giorno faticar') làm cơ sở cho bản Biến tấu Diabelli thứ 22 của ông.